# Symplectoscyphus tricuspidatus
Symplectoscyphus tricuspidatus är en nässeldjursart som först beskrevs av Joshua Alder 1856.  Symplectoscyphus tricuspidatus ingår i släktet Symplectoscyphus och familjen Sertulariidae. Arten är reproducerande i Sverige. Inga underarter finns listade i Catalogue of Life.